# Anadolu Rangers 2022
Questa voce raccoglie le informazioni riguardanti gli Anadolu Rangers nelle competizioni ufficiali della stagione 2022.

## 1. Lig 2022

### Stagione regolare
| 17 aprile 2022 1ª giornata | Gazi Warriors | 19 – 21 | Anadolu Rangers |  |

| 22 maggio 2022 3ª giornata | Boğaziçi Sultans | 40 – 17 | Anadolu Rangers |  |

| 28 maggio 2022 4ª giornata | Anadolu Rangers | 8 – 6 | Koç Rams |  |

| 12 giugno 2022 5ª giornata | Anadolu Rangers | 25 – 0 | ITÜ Hornets |  |

| 18 giugno 2022 6ª giornata | Sakarya Tatankaları | 6 – 27 | Anadolu Rangers |  |

| 25 giugno 2022 Recupero 2ª giornata | Anadolu Rangers | 17 – 0 | ODTÜ Falcons |  |

### Playoff
| 30 luglio 2022 Semifinale | Anadolu Rangers | 0 – 3 | Boğaziçi Sultans |  |

## Statistiche di squadra
| Competizione      | %Vittorie | In casa | In casa | In casa | In casa | In casa | In casa | In trasferta | In trasferta | In trasferta | In trasferta | In trasferta | In trasferta | Totale | Totale | Totale | Totale | Totale | Totale |
| Competizione      | %Vittorie | G       | V       | N       | P       | Pf      | Ps      | G            | V            | N            | P            | Pf           | Ps           | G      | V      | N      | P      | Pf     | Ps     |
| ----------------- | --------- | ------- | ------- | ------- | ------- | ------- | ------- | ------------ | ------------ | ------------ | ------------ | ------------ | ------------ | ------ | ------ | ------ | ------ | ------ | ------ |
| Stagione regolare | .833      | 3       | 3       | 0       | 0       | 50      | 6       | 3            | 2            | 0            | 1            | 65           | 65           | 6      | 5      | 0      | 1      | 115    | 71     |
| Playoff           | .000      | 1       | 0       | 0       | 1       | 0       | 3       | 0            | 0            | 0            | 0            | 0            | 0            | 1      | 0      | 0      | 1      | 0      | 3      |
| Totale            | .714      | 4       | 3       | 0       | 1       | 50      | 9       | 3            | 2            | 0            | 1            | 65           | 65           | 7      | 5      | 0      | 2      | 115    | 74     |